# 十勝岳温泉

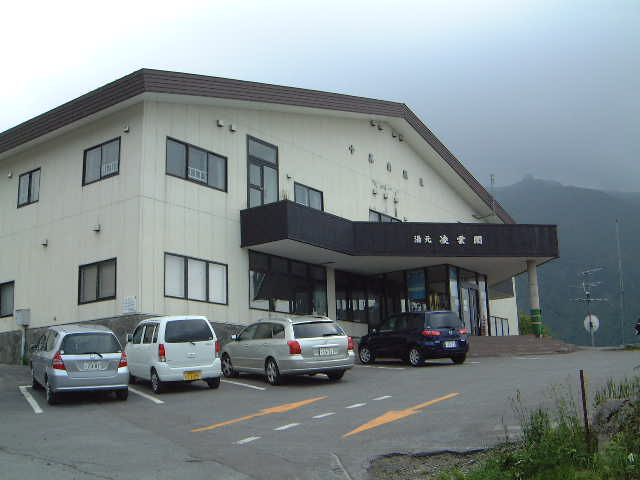
凌雲閣（2005年）

十勝岳温泉（とかちだけおんせん）は、北海道空知郡上富良野町十勝岳温泉にある温泉。
大雪山系十勝岳山腹の標高1,280mにある凌雲閣は、北海道で最も高所にある温泉である

## 泉質
3軒の施設でそれぞれ泉質が異なる。
- 凌雲閣 - 標高1,280mの高所に所在[2]
  - 1号泉 : 含鉄-アルミニウム・カルシウム-硫酸塩泉（低張性酸性温泉）（旧・泉質名 : 含石膏－酸性緑礬泉）[3]
    - 源泉温度 : 36.7℃、PH ： 2.4、無色透明

  - 2号泉 : カルシウム・ナトリウム-硫酸塩泉（低張性中性高温泉）（旧泉質名:含芒硝-石膏泉）[3]　
    - 源泉温度 : 53.0℃、PH : 6.2、弱黄色微濁から茶褐色

  - 十勝岳安政火口付近からの引湯[4]。

- カミホロ荘 - 標高1,200mの高所に所在[5]
  - アルミニウム・カルシウム-硫酸塩泉（旧泉質：含石膏-酸性泉）[6]
    - 源泉温度 : 29.0℃

- 思惟林（旧・バーデンかみふらの[7]）[8]
  - 酸性・含鉄、アルミニウム・カルシウム-硫酸塩泉[9]

## 温泉街
標高1,290mの高所、温泉名の由来ともなっている十勝岳連峰、三段山の中腹に温泉地が存在する。北海道で最高所の温泉地でもあり、登山基地としても利用される。温泉地へのアクセス道路の終点には、登山客用の駐車場が備えられており、ここから登山道が伸びている。
宿泊施設は3軒存在する。共同浴場などはなく、日帰り入浴は旅館の「日帰り入浴」を利用することになる。

## 歴史
開湯の功労者は、1963年に凌雲閣を開業した会田（あいた）久左エ門である。満洲からの引き揚げ後、妻の実家がある上富良野町に移住。十勝岳付近をスキーも使って回り、登山案内図や道路標識を設置する仕事に就き、1959年（昭和34年）、安政火口（旧噴火口）で源泉を発見した。
当温泉を含む土地開発は地元商工会により計画された「十勝岳産業開発道路計画」の下、1959年12月開催の地元町議会において、道路開発に関する請願が採択されたことから本格化した。
1960年（昭和35年）5月、地図作成のための測量中、安政火口の渓谷に満ちている温泉に気付き源泉発見。翌年6月から本格的に温泉掘削（ヌッカクシフラヌイ川上流1,250m地点）に着手、3ヶ月後に湯温43℃、毎分250リットルの湯元を確保。
しかし、当地が未だ道路開通していない高所である故、温泉開業するためには、道路開削から始めることになる。
測量調査・温泉建設に関する認可申請や自衛隊との協議などを経た翌1961年（昭和36年）7月町議会で産業開発道路を町道「十勝岳線」として認定。同年、自衛隊と自衛隊法第100条に基づく工事の委託契約を結び、同年8月中茶屋で起工式を挙げ、道路工事が始まる。
そのような環境の中、山小屋「凌雲閣」は、道路工事途中の1963年（昭和38年）7月営業開始し、温泉営業の歴史が始まる。しかし実際は、「前年冬、一部未完成のまま宿泊も含め仮営業していた」との記録がある。
町はこの産業開発道路によって、「温泉を中心とした観光事業の振興」「翁温泉跡（現・思惟林附近）一帯の褐鉄鉱・旧噴火口の硫黄などの資源開発」を推進しようと画策。しかし工事は困難を極め、財政負担増による混乱があったものの、1965年（昭和40年）5月の「十勝岳産業開発道路工事」最終工事600m区間の工事着手、同年7月4日の旭川電気軌道による路線バスが道路完工を待たず十勝岳温泉凌雲閣前までの運行開始。同月27日、「十勝岳産業開発道路」開通式が行われ、竣工道路が受渡された。
道路開通後の1967年（昭和42年）10月1日、厚生省告示第420号により、国民保養温泉地に指定をされることになる。
この年上富良野町は、10月8日に「国民宿舎カミホロ荘」を開業した。
また、道路工事を終了した自衛隊は山スキーの拠点とするため、同年11月、防衛庁共済組合により十勝青年隊員の家「上富山荘」を開業している（1978年3月、施設閉鎖）。
凌雲閣は1994年に現在地に建て替えられ、300メートル離れた2つの源泉から湯を引いている。旧火口の自噴泉を使っていた時代は、火山灰混じりのドロドロした灰色の湯だったという。

## アクセス
- 車の場合
  - 上富良野町市街地からは、北海道道291号吹上上富良野線で、眼前の山をひたすら登る。
  - 旭川市方面からは、国道237号で上富良野町へ。国道上富良野バイパスに入らず、北海道道291号吹上上富良野線へ。
  - 富良野方面からは、国道237号で国道上富良野バイパスに入らず、北海道道299号上富良野停車場線を経由し、途中案内板に従い北海道道291号吹上上富良野線へ。
- 公共交通利用の場合
  - 富良野線上富良野駅前より上富良野町営バス。
    - 十勝岳温泉凌雲閣（所要52分 : 終点）・カミホロ荘（所要約48分）・翁公園（思惟林・所要33分）下車。　
    - 2016年3月16日現在、1日3往復・運休日 : 1月1日

  - ふらのバス快速ラベンター号、道北バス・北海道拓殖バス・十勝バス（共同運行）の都市間バスノースライナー（狩勝峠経由）利用の場合
    - 「上富良野」停留所下車後、「駅前」停留所まで徒歩。